# Rakivciîk, Colomeea
Rakivciîk (în ucraineană Раківчик) este o comună în raionul Colomeea, regiunea Ivano-Frankivsk, Ucraina, formată numai din satul de reședință.

## Demografie
Componența lingvistică a comunei Rakivciîk
     Ucraineană (99,63%)
     Alte limbi (0,37%)
Conform recensământului din 2001, majoritatea populației comunei Rakivciîk era vorbitoare de ucraineană (99,63%), existând în minoritate și vorbitori de alte limbi.